# Nikos Tselios
Nikos Tselios (Grekiska:Νίκος Τσέλιος), född 20 januari 1979, är en amerikansk före detta professionell ishockeyspelare.
Tselios spelade ett antal NHL-matcher i Carolina Hurricanes, vilket var det lag som valde honom i NHL Entry Draft 1997. Han var med och vann SM-guld med Färjestad BK säsongen 2005/2006. Han har även spelat för Örebro HK. 
Tselios är kusin till den före detta ishockeyspelaren Chris Chelios och ishockeybacken Jake Chelios. Tselios har även grekiskt medborgarskap. 